# Alfred Winslow Jones
Pour les articles homonymes, voir Jones.
Alfred Winslow Jones (9 septembre 1900 - 2 juin 1989) est un investisseur, gestionnaire de fonds d'investissement et sociologue américain.
Dans les années 1940, son travail de journaliste l'amène à étudier en profondeur les techniques d'investissements boursiers. Il a alors l'idée de rassembler les investissements de plusieurs personnes dans un seul portefeuille, afin de mutualiser les risques et les rendements car l'argent n'est plus placé sur un seul titre mais réparti sur plusieurs. C'est la naissance des fonds commun de placement (hedge fund en anglais),. Cette innovation financière révolutionne la façon dont les individus investissent leurs économies. Sa nouvelle structure, nommée A.W. Jones & Co. et fondée en 1949, surperforme largement l'indice S&P 500, et fait des émules à partir des années 1960 avec l'apparition d'autres fonds similaires.
Il est aujourd'hui considéré comme le « père de l'industrie des hedge funds », terme qu'il a lui-même inventé, quoiqu'il l'écrive hedged fund, et qui signifie « fonds couvert » pour décrire sa résistance aux risques du marché.

## Jeunesse et formation
Né à Melbourne en Australie, il est le fils d'Arthur Winslow Jones (cadre chez General Electric) et de sa femme, Elizabeth Huntington. La famille s'installe aux États-Unis alors qu'il a 4 ans, et il grandit à Schenectady dans l'État de New York. Il sort diplômé de l'université Harvard en 1923, et, après avoir travaillé comme commissaire de bord sur un navire à vapeur naviguant autour du monde, rejoint le Service extérieur. Au début des années 1930, il devient vice-consul à l'ambassade des États-Unis à Berlin pendant l'accession au pouvoir d'Adolf Hitler. En 1932, pendant un peu moins d'un an, il est marié à Anna Luise Hauser, née Block (1896-1982), fille du peintre Josef Block et descendante du banquier Joseph Mendelssohn. En 1936, il épouse Mary Carter, avec qui il voyage en Espagne pendant la guerre civile, faisant des reportages sur l'aide aux civils par les Quakers. En 1941, il obtient un doctorat en sociologie de l'université Columbia. Il termine ensuite sa thèse de doctorat intitulée Life, Liberty and Property, une étude des attitudes envers la propriété à Akron dans l'Ohio.
Sebastian Mallaby (en) lui consacre un chapitre de son livre de 2010 intitulé More Money Than God: Hedge Funds and the Making of a New Elite (en), dans lequel il décrit Jones comme un « dandy érudit, un ancien marxiste qui s'est rendu sur les lignes de front de la guerre civile espagnole avec l'écrivain Dorothy Parker, où ils ont partagé une bouteille de whisky écossais avec Ernest Hemingway.

## Carrière académique
Dans les années 1940, Jones travaille pour le magazine Fortune et écrit des articles sur des sujets non financiers tels que les convois transatlantiques, les coopératives agricoles et les écoles préparatoires pour garçons. En mars 1949, il étudie les méthodes techniques d'analyse de marché (en) pour un article intitulé Fashions in Forecasting, qui rend compte d'une nouvelle classe de boursicoteurs et des approches qu'ils utilisent pour prédire le marché boursier. Il étudie une douzaine de ces « techniciens », dont les approches vont des ratios volume/prix aux statistiques sur les lots irréguliers en passant par le résultat du match de football entre Harvard et Yale (en).
Dans Fashions, Jones évalue chaque approche, parfois sévèrement, parfois positivement. Il commente par exemple une analyse selon laquelle « … la tendance du marché s'est réalisée 62,5 fois sur cent et s'est inversée 37,5 fois. La probabilité d'obtenir un tel résultat dans une série de tirages au sort est infinitésimale ». Il recherche des approches offrant mieux qu’un « jeu équitable » et note que certaines nécessitent des tendances de marchés, que d'autres fonctionnent dans des environnements à volatilité élevée, d'autres encore dans des marchés du crédit en amélioration. Il commence à tâtonner dans un domaine peu étudié vers ce qui est aujourd'hui considéré comme une approche factorielle de la construction de portefeuille.
Ses commentaires sur le travail de Nicholas Molodovsky montrent qu'il en a une haute opinion. Dans un passage sur Molodovsky, il déclare : « Un travail expérimental bien contrôlé de cette nature est important et devrait devenir plus précis à mesure que les méthodes seront davantage développées ». Il fait allusion à l'approche consistant à pondérer les risques des actions individuelles, ainsi qu'à quantifier l'écart entre une action et sa valeur fondamentale.
Cette étude lui donne l'idée de se lancer dans l'investissement. Deux mois avant la publication de l'article de Fortune, il crée un partenariat d'investissement nommé A.W. Jones & Co., qui exploite ce nouveau style d'investissement. Il réunit un total de 100 000 $, dont 40 000 $ de ses fonds propres. Au cours de sa première année, le partenariat réalise un gain sur son capital à un niveau très honorable de 17,3 %.

## Leshedge funds
Jones est crédité d'avoir inventé l'expression hedge fund,  et d'avoir créé la première structure de ce type en 1949. Il qualifie son fonds de « couvert », un terme alors couramment utilisé à Wall Street pour décrire la gestion du risque d'investissement dû aux changements sur les marchés financiers.
Il combine deux outils spéculatifs pour créer ce qu'il considère comme un plan d'investissement attentiste. Il utilise l'effet de levier pour acheter plus d'actions, et la vente à découvert pour éviter le risque de marché. Il achète autant d'actions qu'il en vend, de sorte que les mouvements à la hausse ou à la baisse du marché sont neutralisés dans le portefeuille. La valeur de ce dernier ne dépend donc pas de la direction du marché, mais du fait que le gestionnaire a choisi les bonnes actions à acheter et à vendre. Le fonds évite les exigences de l'Investment Company Act of 1940 (en) en se limitant à 99 investisseurs dans un limited partnership (en). Jones choisit de prendre 20 % des bénéfices en guise de rémunération, évoquant les capitaines de navires phéniciens qui gardaient un cinquième des bénéfices des voyages réussis. Il ne facture aucuns frais à moins de réaliser un bénéfice. Ces éléments : une structure de partenariat où un pourcentage des bénéfices est versé en guise de rémunération à l'associé général/gestionnaire de fonds, un petit nombre d'associés commanditaires en tant qu'investisseurs et une variété de positions longues et courtes, sont les éléments fondamentaux des fonds spéculatifs d'aujourd'hui.
Si quelques investisseurs, dont Warren Buffett et Barton Biggs (en), adopteront la structure qu'il a créée, Jones et son idée ne seront pas largement reconnus avant 1966. Cette année-là, la journaliste Carol Loomis (en) rédige un article intitulé The Jones Nobody Keeps Up With qui, publié dans Fortune, salue Jones et son approche. La première ligne résume les résultats obtenus par A.W. Jones & Co. : « Il y a des raisons de croire que le meilleur gestionnaire de fonds professionnel de nos jours est un homme discret et rarement photographié nommé Alfred Winslow Jones ». Inventant le terme de hedge fund pour décrire le fonds de Jones, il souligne que son fonds spéculatif a surperformé le meilleur fonds commun de placement au cours des cinq années précédentes de 44 %, malgré ses frais de gestion incitatifs. Sur une base de 10 ans, le hedge fund de Jones a battu le fonds Dreyfus, le plus performant, de 87 %. Cela suscite un regain d'intérêt pour les fonds spéculatifs et, au cours des trois années suivantes, au moins 130 fonds spéculatifs sont créés, notamment le Quantum Fund (en) de George Soros et le Steinhardt Partners de Michael Steinhardt.
Les investisseurs d'Alfred Jones n'ont perdu de l'argent que pendant 3 de ses 34 années de carrière. En revanche, le S&P 500 a connu 9 années de baisse au cours de la même période. La pire année de Jones a été l'exercice financier qui s'est terminé le 31 mai 1970, lorsqu'il a perdu 35,3 % (le S&P a perdu 23,4 % sur la même période). Alex Porter, l'un des gestionnaires de portefeuille de Jones, a confirmé que leur exposition au marché était agressive, peut-être jusqu'à 120 %. En revanche, Jones s'en est relativement bien sorti pendant le ralentissement du marché de 1973-1974 en étant attentiste.
En 1984, Jones transforme son hedge fund en un fonds de fonds (en), investissant son capital dans d'autres fonds spéculatifs ayant des domaines d'expertise et des styles d'investissement différents. Il se désengage progressivement de son bureau et consacre son temps au Corps de la paix et tente même de créer un « Corps de la paix inversé » dans lequel les bénéficiaires de l'aide enverraient leurs propres volontaires aux États-Unis pour travailler avec les pauvres de ce pays, comme « couverture » contre la création d'une culture d'infériorité dans les pays en développement,.

## Postérité
En 2008, il est intronisé à titre posthume au Temple de la renommée des gestionnaires de fonds spéculatifs d'Institutional Investors Alpha, aux côtés entre autres de Bruce Kovner et David Swensen (en).